# Karagüney, Güneysınır
Karagüney là một xã thuộc huyện Güneysınır, tỉnh Konya, Thổ Nhĩ Kỳ. Dân số thời điểm năm 2011 là 387 người.